# Museo de Historia de Arévalo
El museo de Historia de Arévalo conocido también como Arevalorum, es un museo dedicado a la historia de la ciudad, inaugurado en agosto de 2011 en la casa de los Sexmos, antiguo emplazamiento medieval de la casa del concejo. Depende del Ayuntamiento de Arévalo.

## Casa de los Sexmos
El edificio que alberga el Museo es uno de los  más destacados de la Plaza de la Villa y uno de los más modificados. Su origen no está del todo claro si bien se sabe que desde el principio tuvo diferentes usos públicos como sede del Concejo y sede de los Sexmos de la Tierra o sede de Justicia. En el siglo XVI sería casa del Concejo, siendo en 1519 cuando pasa a ser el centro de reunión de los Sexmeros hasta que esta sede se traslada a la Plaza del Real en 1577 y el edificio de la Plaza de la Villa queda como alojamiento de los Sexmeros durante sus estancias en la villa.
En el siglo XIX desaparece la organización administrativa de la Tierra en Sexmos y sus edificios pasan a propiedad municipal. Desde entonces ha tenido diferentes usos  como escuelas municipales, biblioteca municipal, archivo notarial y escuela taller. Desde agosto de 2011 es sede del museo de Historia.

## Colecciones
El Museo cuenta con siete salas en las que se muestran alrededor de una centena de bienes culturales relacionados con la historia de Arévalo: piezas del calcolítico, de época romana, medieval y moderna; fotografías de los monumentos arevalenses tomadas en el siglo XX y maquetas de edificios significativos de la ciudad como el antiguo Palacio Real, el Castillo de Arévalo o el palacio de los Sedeño.
Además el museo cuenta con una sala de conferencias en la que continuamente se proyecta un documental sobre la historia de Arévalo, una sala dedicada a Autun (ciudad francesa hermanada con Arévalo desde 2005)y una sala de exposiciones temporales.
Como parte de su estrategia para cumplir su misión de «mediar entre la historia de Arévalo y el visitante», el museo de Historia de Arévalo organiza actividades didácticas y ciclos de conferencias.